# Tārā (buddyzm)

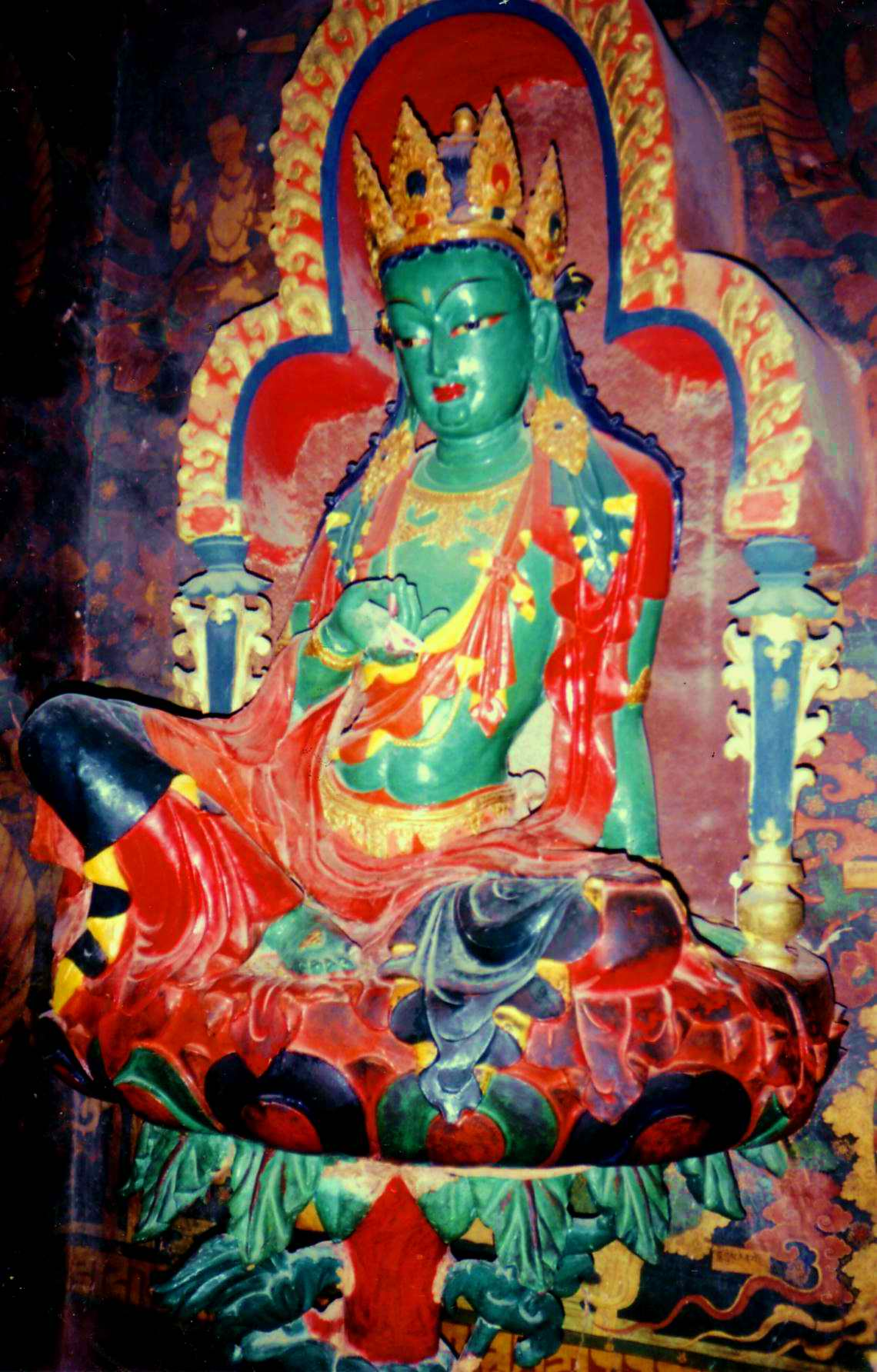
Zielona Tara, Kumbm, Gyantse, Tybet, 1993

Tara (Wyzwolicielka) lub Ārya Tārā – w buddyzmie tybetańskim żeński bodhisattwa, uosobienie współczucia i miłosierdzia, uważana za małżonkę (śakti) Awalokiteśwary. Jest "matką wyzwolenia". Tara jest tantrycznym bóstwem, której praktyka jest używana przez praktykujących wadżrajanę do rozwinięcia określonych wewnętrznych właściwości i zrozumienia zewnętrznych, wewnętrznych i tajemnych nauk o współczuciu i pustce.
Najbardziej znanymi formami Tary są:
- Zielona Tara, znana jako budda oświeconych właściwości. Reprezentuje aktywny, energetyczny aspekt współczucia, jest narodową Protektorką Tybetu[1]. Nazywana też Sjamatara
- Biała Tara, powiązana ze współczuciem, długim życiem, mocą uzdrawiania oraz pogodnością; znana także jako Sitatara lub Dolkar oraz Koło Spełniające Życzenia lub Cintachakra.
- Czerwona Tara, powiązana z przyciąganiem wszystkich dobrych rzeczy
- Czarna Tara, powiązana z mocą
- Żółta Tara, powiązana z bogactwem i dobrobytem
- Niebieska Tara, powiązana z przemianą gniewu
- Cittamani Tara, forma Tary szeroko praktykowana na najwyższym poziomie Yoga Tantry w szkole gelug buddyzmu tybetańskiego, portretowana jako zielona
- Khadiravani Tara, która pojawiła się Nagardżunie w lesie Khadiravani w południowych Indiach, jest czasem wspominana jako "22 Tara".

Biała Tara oraz Zielona Tara utożsamiane są odpowiednio z chińską i nepalską żoną tybetańskiego króla Songcena Gampo. Tybetańska wersja jej imienia brzmi: sGrol-ma.